# 理查德·库根
理查德·库根（英語：Richard P. Coogan，1914年4月4日—2014年3月12日），是一名美国演员，他最著名的作品是《电视游侠》和《加州人》。
2014年，他因自然原因，死于加利福尼亚州比佛利山庄，享年99岁。